# Дифузан нервни систем
Дифузан или мрежаст нервни систем је најпростији тип нервног система животиња. Први пут се јавља код жарњака који су углавном слабо покретни организми (изузетак су медузе и ларве). Иако у најпростијем облику овај систем омогућава жарњацима различите реакције: хватање плена, одбрану, повлачење пред стимулусима који представљају опасност, исхрану, а код покретних форми и пливање.

## Усложњавање система за преношење надражаја
Током еволуције нервни систем жарњака се усложњавао па се тако код њих могу разликовати три нивоа сложености нервног система:
- једнонеуронски систем састоји се од појединачних сензитивних неурона са двоструком функцијом примања и провођења надражаја до ефектора (мишићних наставака епителомишићних ћелија; овакав систем назива се и рецепторно-ефекторни;
- двонеуронски систем је када сензитивни неурон предаје надражај моторном неурону који га затим преноси до већег броја ефектора (тиме се добија се сложенији одговор ефектора на приспели надражај);
- тронеуронски систем код кога се образује и трећи неурон, уметнути или асоцијативни (интернеурон), који се налази између сензитивног и моторног неурона; такав нервни систем означава се као мрежаст (дифузан).

## Нервна мрежа
Код многих жарњака постоје две међусобно повезане нервне мреже:
- једна се налази испод епидермиса
- друга је испод ендодермиса који облаже гастро-васкуларну дупљу.

### Нервна мрежа код сесилних жарњака
Пре проналаска електронског микроскопа сматрало се да се нервна мрежа жарњака састоји од неурона (биполарних и триполарних) између којих се не образују синапсе већ су фузионисани тако да граде синцицијум. Овакву нервну мрежу заиста имају сесилни облици, каква је нпр. хидра, али то није једина нервна мрежа коју поседују већ постоји и она која није континуална. Таква нервна мрежа састоји се од неурона који су међусобно у контакту преко специјалног вида синапси које нису поларизоване, тзв. бисиметричних синапси код којих се информације преносе хемијским путем у оба правца кроз синаптичку пукотину.

### Нервна мрежа покретних жарњака
Покретни жарњаци поседују две нервне мреже које се међусобно разликују морфолошки и функционално:
- једна мрежа личи на просту мрежу хидре, састоји се од биосиметричних синапси; кроз њу се импулси проводе споро и расуто (дифузно)
- друга мрежа је поларизована (синаптичке везикуле, у којима су хемијски медијатори, се образују само са једне стране синапсе), проводи импулсе усмерено и брже од претходне мреже.